# Riu Jiloca
El riu Jiloca és un riu d'Aragó que neix a Cella (Comunitat de Terol) (1.023 m), província de Terol, i desemboca al riu Jalón a Calataiud a (532 m); té un recorregut de 123 km i una conca de 2.597 km². És un riu que neix en un terreny calcari a través d'un pou artesià i de diversos sobreeixidors que s'anomenen ojos (ulls).
El seu recorregut dibuixa una vall clara de sud a nord i és un punt de comunicació des d'antic, com demostren els nombrosos ponts, com el pont romà de Luco de Jiloca. Concretament en aquest punt hi desemboca el seu principal afluent, el riu Pancrudo, on s'està construint un pantà. La localitat de Paracuellos de Jiloca és un centre balneari.
La vall del Jiloca compta amb importants vies de comunicació com la N-330 i la línia de ferrocarril de Calataiud a Calamocha que està abandonada. És una vall fèrtil amb nombrosos conreus d'horta i de vinya, que donen uns vins emparats en la regulació Vi de la Terra de Jiloca. El riu dona nom a la comarca aragonesa de Jiloca, amb capital compartida a Calamocha i Monreal del Campo.